# 쇼 마모루
쇼 마모루(일본어: 尚衛, 1950년 ~ )는 쇼가 제23대 당주이다. 쇼 히로시의 장남으로 태어났다. 아버지 쇼 히로시와 함께 오키나와현의 나하시로부터 명예 시민증을 발급받았으며, 현재는 오카야마현 오카야마시에 거주중이다. 슬하에 1남 2녀를 두었으며, 현재 류큐국의 옛 왕가인 쇼씨의 수장으로서의 직위를 맡고 있다.
| 전임 쇼 히로시 | 제23대 쇼가 당주 1997년 ~ | 후임 - |